# Opisthoncus polyphemus
Opisthoncus polyphemus là một loài nhện trong họ Salticidae.
Loài này thuộc chi Opisthoncus. Opisthoncus polyphemus được Ludwig Carl Christian Koch miêu tả năm 1867.